# Fagraea splendens
Fagraea splendens là một loài thực vật có hoa trong họ Long đởm. Loài này được Blume mô tả khoa học đầu tiên năm 1850.